# Moreno (piłkarz)
Moreno, właśc. Daniel Euclides Moreno (ur. 18 grudnia 1948 w São Paulo) – brazylijski piłkarz, występujący podczas kariery na pozycji napastnika.

## Kariera klubowa
Moreno karierę piłkarską rozpoczął w klubie SE Palmeiras w 1964 roku. Z Palmeiras dwukrotnie zdobył mistrzostwo stanu São Paulo – Campeonato Paulista w 1972 i 1974 roku. Podczas pobytu w Palmeiras był kilkakrotnie wypożyczany do innych klubów m.in. do Amériki São José do Rio Preto.
W latach 1978–1979 Moreno występował w São José EC.

## Kariera reprezentacyjna
W 1968 roku Moreno uczestniczył w Igrzyskach Olimpijskich w Meksyku. Na turnieju Moreno był podstawowym zawodnikiem i wystąpił w dwóch meczach grupowych reprezentacji Brazylii z Hiszpanią i Japonią (bramka).